# الحسن الطوسي
الحسن بن علي بن نصر الطوسي، الملقب بكردوش، أحد رواة الحديث النبوي صاحب كتاب المستخرج على الترمذي، سمع الحديث من محمد بن رافع، ومحمد بن أسلم، وإسحاق الكوسج، وعبد الله بن هاشم، وأحمد بن منيع، وزيد بن أخزم، والزبير بن بكار. فيما روى عنه عبد الله بن محمد بن مسلم الإسفراييني، وأحمد بن علي الرازي، وأحمد بن محمد بن عبدوس، وأبو سهل الصعلوكي، ومحمد بن جعفر البستي، توفي عام 312 هـ.